# 平島館
平島館（ひらしまやかた）は、阿波国平島庄古津村（現徳島県阿南市那賀川町古津字居）にあった日本の城（館）。別名は阿波公方館。

## 歴史
天文3年（1534年）に足利義維（義冬）が阿波守護・細川持隆（氏之）に招かれ3000貫の所領を得て西光寺に入った。その後永禄年間に平島塁を修築して平島館に移った。9代平島公方・足利義根が文化2年（1805年）に京都へ移るまでの270年間、歴代平島公方が居住した。
江戸時代に入り、蜂須賀家政が阿波国に入国すると、蜂須賀氏は平島公方を軽視し、3000貫の所領から100石にまで削減され（しかも名目上は茶料で「領地」としては認められていない）、4代義次を平島又八郎と名乗らせるなど、旧将軍家の権威を認めなかった。足利義根の阿波立ち退き後、その遺構のいくつかは、阿波各地に移築されるなどした。
館跡は、館付近の農民が農地などにしたが、地名だけはそのままにするなど大事に保ってきたので、その地の地名だけでもかつてをしのぶことが出来る。
現在は、主館のあたりが阿南市立阿波公方・民俗資料館となっている。またそれは、ふるさと創生事業で創設されたものである。

## 歴代の主な館主
- 足利義冬（義維）
- 足利義助
- 足利義種
- 平島義次
- 平島義景
- 平島義辰
- 平島義武
- 平島義宜
- 足利義根

## 主な移築先
- 古津八幡神社 - 当館の旧三社宮にあった、源義冬寄進灯籠と鳥居を移築。
- 吉祥寺 - 花垣門などを移築。
- 地蔵寺 - 玄関と書院を移築。

他